# 內維爾·懷恩

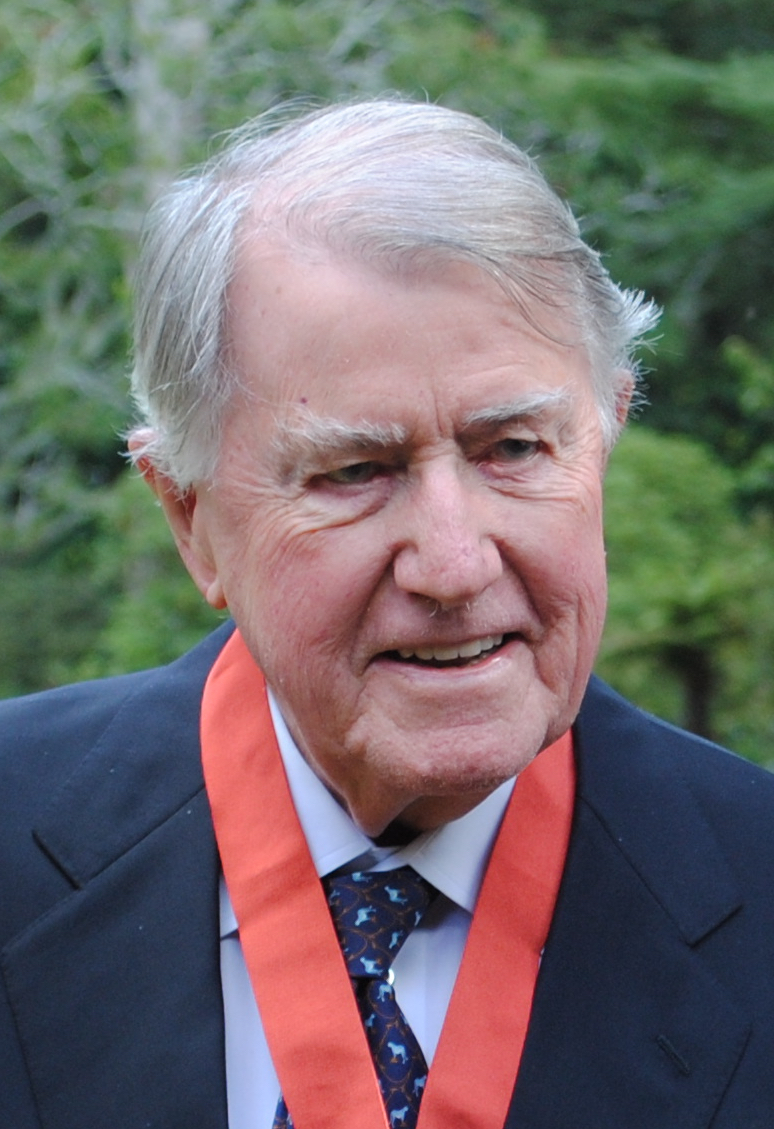

內維爾·懷恩（英語：Neville Kenneth Wran，1926年10月11日—2014年4月20日）, 是一名澳大利亚政治家、律师。他在1976年至1986年期间，担任新南威爾士州州長。1980年至1986年期间，他还担任澳大利亚劳工党全国主席。他还担任莱昂内尔·墨菲基金会、联邦科学与工业研究组织主席。
2014年4月20日，他因痴呆去世，享年87岁。